# Internationales Militaria-Magazin
Internationales Militaria-Magazin (Untertitel: Das aktuelle Magazin für Orden, Militaria und Zeitgeschichte. Kurzform: IMM) ist eine Zeitschrift, die sich an Sammler von Militaria, Phaleristen (Ordenskundige) und zeitgeschichtlich Interessierte wendet.

## Geschichte
Die Wurzeln des Internationalen Militaria-Magazins gehen zurück auf die Zeitschrift INFO (Interessante Nachrichten für Ordenskundler), die 1978–1988 vom Förderkreis Deutsches Ordensmuseum e.V. monatlich herausgegeben wurde. Vom INFO erschienen bis 1988 insgesamt 60 Ausgaben, die für die Mitglieder des Förderkreises Deutsches Ordensmuseum e.V. und des Wappen-Herold – Deutsche heraldische Gesellschaft e.V. kostenlos waren. Aus Kostengründen wurde die Zeitschrift nach der 60. Ausgabe eingestellt.
Zwei Jahre danach wurde das INFO wieder aufgegriffen, jedoch mit neuem Namen und neuem Konzept. Der neue Name: Internationales Militaria Magazin, mit INFO. Es erschien seitdem 2-monatlich. Die erste Ausgabe kam 1990 als Heft mit der Nummer 61. Das neue Konzept laut verantwortlichem Redakteur und Herausgeber Jörg M. Hormann hieß; „einer internationalen Leserschaft sollen deutsche Militariathemen nahegebracht werden, und die (...) Leser sollen einiges aus europäischen und überseeischen Fachzeitschriften zum Thema erfahren“. 
1993 wurde Heinz Nickel, der seit 1990 Verleger der Zeitschrift war, zum Herausgeber der Zeitschrift. Damit verschwand auch mit dem Heft 73 das INFO aus dem Titel des Magazins.
Im Jahre 1996, mit Heft 83, bekam der weiße Hintergrund des Umschlages vom IMM Farbe, die von da an mit jeder Ausgabe wechselte. 

Seit 1998 begrüßt Uwe Lautenschläger die Leser mit einem Editorial auf der ersten Seite. Er war bereits seit mehreren Jahren redaktionell an der Gestaltung der Zeitschrift beteiligt. 

Bisher erschien ein Sonderheft des IMM mit dem Thema U-Boot-Waffe, welches einen Umfang von 120 Seiten hat. (Stand 2011)

## Umfang / Format
Das Internationale Militaria-Magazin hatte zunächst in der Regel 52 Seiten, ab der Nr. 150 64 Seiten, im Format DIN A4 und wird in Drahtheftung hergestellt.

## Themen
Die Themen des Magazines decken einen großen Bereich der sammelbaren Militaria ab. Im Vordergrund stehen die verschiedenen Orden und Ehrenzeichen, Verleihungsurkunden und sonstige militärische Dokumente, Uniformen und Uniformteile, Uniformeffekten und Blankwaffen. Dazu beinhaltet die Zeitschrift Literaturbesprechungen und informiert über wichtige Auktionen.